# Complesso di Ca' da Noal, Casa Robegan e Casa Karwath
Il complesso di Ca’ da Noal, Casa Robegan e Casa Karwath è un gruppo di palazzi medievali situato nel centro storico di Treviso, in via Antonio Canova, sede del lapidario dei Musei civici di Treviso.

## Storia
Ca' da Noal e l'adiacente Ca' da Robegan sono state acquisite dall'amministrazione comunale nel 1935, assieme all'adiacente Casa Karwath.
Dopo l'intervento del restauratore Mario Botter, finalizzato a restituire, per quanto possibile, l'aspetto originario dei palazzi, Luigi Coletti, allora curatore dei Musei civici, decise di adibire i tre edifici a Museo della Casa trevigiana. 
Nel 1938 furono così ricreati nelle stanze di Ca' da Noal, utilizzando le collezioni civiche di arti applicate, gli ambienti di un'antica dimora trevigiana, con la cucina al pianterreno e salotti, sala da pranzo e sala da musica al piano nobile, arredata con mobili, quadri e oggetti vari.
Gravemente danneggiati, come una parte delle collezioni di mobili, quadri e oggetti vari che ospitavano, durante i bombardamenti del 1944, i tre palazzi furono ricostruiti grazie ad un nuovo intervento di Mario Botter.
A partire dagli anni Settanta il complesso fu riorganizzato, con apparati espositivi progettati da Carlo Scarpa, per ospitare mostre di arte del Novecento: particolarmente importante fu quella dedicata a Gino Rossi nel 1974.
I tre palazzi sono stati oggetto nel 1995 di un ulteriore intervento di restauro dell'architetto Andrea Bellieni, che ha consentito il pieno recupero di spazi destinati ora in prevalenza a mostre temporanee.
Negli accorpati giardini interni dei tre lotti è stato ricostruito il piccolo edificio all'interno del quale è documentata, fin dal Trecento, un'osteria. La casetta a due piani con portico era originariamente situata all'inizio di via Canova e fu qui spostata in seguito ai gravi danni subiti nel corso del bombardamento.